# 2001 en Russie
Chronologie de la Russie
- 1997
- 1998
- 1999
- 2000
- 2001
- 2002
- 2003
- 2004
- 2005

1999 par pays en Europe - 2000 par pays en Europe - 2001 par pays en Europe - 2002 par pays en Europe - 2003 par pays en Europe
1999 en Europe - 2000 en Europe - 2001 en Europe - 2002 en Europe - 2003 en Europe

## Décès en 2001
- 11 janvier : Princesse Vera Constantinovna de Russie (née en 1906)
- 17 mars : Boris Rauschenbach, physicien et ingénieur en astronautique (né en 1915)
- 7 mai : Boris Ryzhy, poète (né en 1974)
- 12 mai : Alexeï Tupolev, concepteur d'avion (né en 1925)
- 13 mai :  Sergueï Afanassiev, ingénieur et homme politique (né en 1918)
- 15 mai : Georgy Shakhnazarov (en), homme politique (né en 1924)
- 19 mai : Alexeï Petrovich Maressiev, pilote de la Seconde Guerre mondiale (né en 1916)
- 30 mai : Nikolaï Korndorf, compositeur (né en 1947)
- 5 juin : Vasily Kolotov (en), haltérophile (né en 1944)
- 1er juillet : Nikolaï Bassov, physicien, lauréat du  prix Nobel (né en 1922)
- 17 juillet : Timur Apakidze (en), aviateur (né en 1954)
- 10 août
  - Vladimir Bougrine (en), peintre (né en 1938)
  - Stanislav Rostotski, réalisateur (né en 1922)
- 22 août : Tatyana Averina, patineuse de vitesse (née en 1950)
- 10 septembre : Alekseï Souétine, grand maître international des échecs (né en 1926)
- 4 octobre : Ahron Soloveichik, rabbin américain, né en Russie (né en 1917)
- 10 octobre : Vassili Michine, ingénieur en astronautique (né en 1917)
- 23 octobre : Gueorgui Vitsine, acteur (né en 1918)
- 28 novembre : Gleb Lozino-Lozinskiy, scientifique (né en 1909)
- 29 novembre : Victor Astafiev, écrivain (né en 1924)
- 1er décembre : Pavel Sadyrine, footballeur (né en 1942)
- 23 décembre : Dimitri Obolensky, historien (né en 1918)
- 27 décembre : Boris Rybakov, historien (né en 1908)

## Statistiques
- Population totale au 1er octobre 2001 :